# Gobernación de Basora
Basora (en árabe, البصرة) es una de las dieciocho gobernaciones que conforman la república de Irak. Su capital es la homónima Basora. Ubicada en el extremo sur del país, limita al norte con Di Car y Mesena, al este con Irán, al sur con el golfo Pérsico y Kuwait, y al oeste con Mutana. Con 2 532 000 habitantes en 2011, es la tercera gobernación más poblada, por detrás de Bagdad y Nínive. En Basora se encuentra también la ciudad e importante puerto de Um Kasar.

## Historia
En 1920, después de la derrota del Imperio Otomano en la Primera Guerra Mundial, el Reino Unido se hizo cargo de los antiguos valiatos otomanos de Basora, Bagdad y Mosul, que juntos habían formado la región histórica de Irak Arabi o Irak Babeli, y lo llamó el Mandato británico de Mesopotamia. El mandato fue sucedido por el Reino de Irak en 1932.
La ciudad de Basora había sufrido considerablemente durante la guerra con Irán y el bombardeo aliado, y en 1991 durante la Guerra del Golfo, la gobernación se aventuró en un levantamiento después de que Estados Unidos les prometiera ayuda. Según la leyenda popular, se inició en Basora por soldados enojados, quienes dispararon a un retrato público gigante de Sadam Huseín. El apoyo masivo en las calles siguió, gritando lemas, ejecutando a miembros del partido Baaz, líderes y policía secreta, y destruyendo imágenes y monumentos de Sadam Huseín. Los participantes esperaban el apoyo de las tropas estadounidenses. pero el ejército aliado en ese momento estaba ocupado, a pesar de que la 24.ª División de Infantería estaba estacionada a pocos kilómetros de la ciudad. La ciudad de Basora no sucumbió completamente a los rebeldes; un contraataque de unos 6.000 leales de la Guardia Republicana resistió a 5.000 desertores del ejército iraquí. Después de unos tres días, la Guardia Republicana comenzó a tomar el control, destruyendo "todo lo que tenían delante", matando a muchos de los rebeldes en las calles y llevando a cabo ejecuciones masivas en las plazas públicas. 
Desde 2003, la gobernación fue uno de los centros de guerra durante la invasión de británicos y estadounidenses durante la guerra de Irak. La Batalla de Basora tuvo lugar entre el 23 de marzo y el 7 de abril entre las fuerzas británicas de la 1.ª División Blindada bajo el mando del mayor general Robin Brims, y las fuerzas iraquíes bajo el mando del general Alí Hasán al-Mayid. Gran parte del combate más intenso de la guerra tuvo lugar en la provincia en las semanas siguientes. Varios brotes de violencia entre iraquíes seculares y musulmanes chiitas estallaron en verano de 2006, y en septiembre de 2007, las tropas británicas se retiraron al aeropuerto de Basora y se retiraron por completo de la ciudad en diciembre de 2007. Siguiendo el ejemplo de la Región Autónoma del Kurdistán en el norte de Irak, Basora ha propuesto unirse con las gobernaciones de Di Car y Mesena como una región autónoma. El 15 de octubre de 2005, 691.024 personas, un 96,02%, votaron a favor de una nueva constitución.
Durante la guerra del Golfo, parte de Kuwait pasó a formar parte de la gobernación de Basora, recibiendo el nombre de distrito de Saddamiyat al-Mitla'.

## Población
| 1 008 600   | 872 176 | 1 556 445 | 2 405 434 | 2 908 491 |
| (Fuente: 1) |         |           |           |           |